# Dorothy Moore

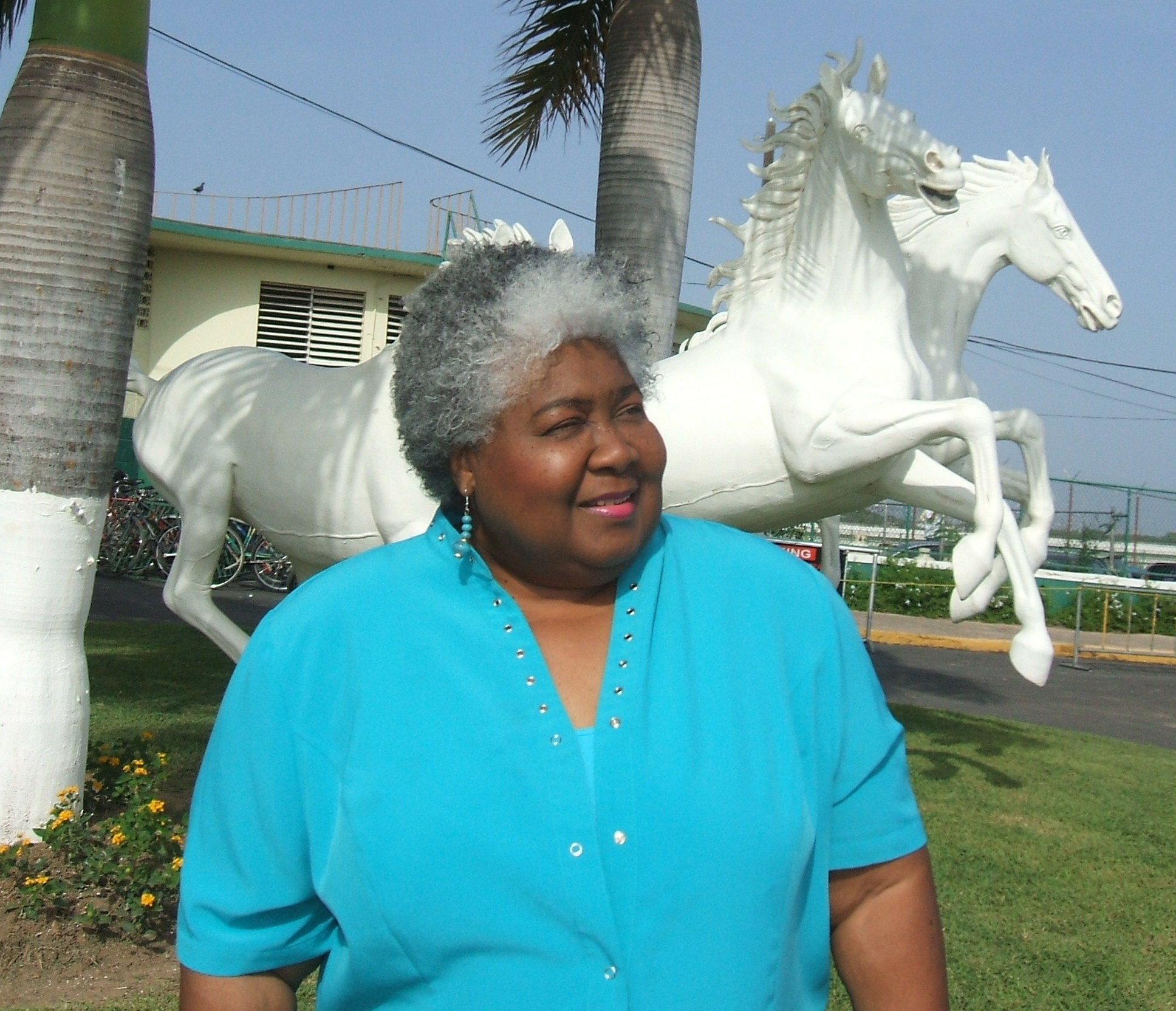
Dorothy Moore auf Jamaika (2011)

Dorothy Moore (* 13. Oktober 1946 in Jackson, Mississippi) ist eine amerikanische Pop-, R&B- und Soulsängerin.

## Biografie
Mitte der 1960er Jahre war Moore Leadsängerin der Band The Poppies, die mit dem Lied Lullaby of Love einen kleinen Hit in den Billboard Hot 100 hatte. 1967/68 erschienen die ersten Solosingles unter dem Pseudonym Dottie Cambridge. Erfolg stellte sich aber erst ab 1973 unter dem Namen Dorothy Moore ein. Die Lieder Cry Like a Baby (1973) und We Can Love (1975) waren kleine Hits in den R&B-Charts.
Der internationale Durchbruch gelang 1976 mit der Single Misty Blue, die nicht nur Platz 2 der R&B-Charts erreichte, sondern auch Platz 3 der US-Popcharts und Platz 5 der UK-Charts erklomm. Mit Funny How Time Slips Away konnte Moore im selben Jahr an diesen Erfolg anknüpfen. 1977 folgte mit I Believe You ein dritter Hit in den englischen und US-amerikanischen Charts. Bis 1982 stiegen noch einige Lieder auf mittlere Positionen der R&B-Charts.
Trotz zahlreicher Veröffentlichungen bis in die 2000er Jahre stellte sich kein weiterer kommerzieller Erfolg ein.

## Diskografie

### Alben
| Jahr | Titel         | Höchstplatzierung, Gesamtwochen, AuszeichnungChartplatzierungen (Jahr, Titel, Platzierungen, Wochen, Auszeichnungen, Anmerkungen) | Höchstplatzierung, Gesamtwochen, AuszeichnungChartplatzierungen (Jahr, Titel, Platzierungen, Wochen, Auszeichnungen, Anmerkungen) | Höchstplatzierung, Gesamtwochen, AuszeichnungChartplatzierungen (Jahr, Titel, Platzierungen, Wochen, Auszeichnungen, Anmerkungen) | Anmerkungen |
| Jahr | Titel         | UK | US | R&B | Anmerkungen |
| ---- | ------------- | --- | --- | --- | ----------- |
| 1976 | Misty Blue    | — | US29 (23 Wo.)US | R&B10 (18 Wo.)R&B |             |
| 1977 | Dorothy Moore | — | US120 (13 Wo.)US | R&B26 (18 Wo.)R&B |             |
| 1991 | Feel the Love | — | — | R&B49 (15 Wo.)R&B |             |

Weitere Alben
- 1978: Definitely Dorothy
- 1978: Once More with Feeling
- 1980: Talk to Me
- 1980: The Dorothy Moore Album
- 1986: Givin’ It Straight to You
- 1988: Time Out for Me
- 1989: Winner
- 1992: Stay Close to Home
- 1996: Misty Blue and Other Greatest Hits (Kompilation)
- 2002: Please Come Home for Christmas
- 2003: Misty Blue: The Definitive Anthology (2 CDs, Kompilation)

### Singles
| Jahr | Titel Album                                       | Höchstplatzierung, Gesamtwochen, AuszeichnungChartplatzierungen (Jahr, Titel, Album, Platzierungen, Wochen, Auszeichnungen, Anmerkungen) | Höchstplatzierung, Gesamtwochen, AuszeichnungChartplatzierungen (Jahr, Titel, Album, Platzierungen, Wochen, Auszeichnungen, Anmerkungen) | Höchstplatzierung, Gesamtwochen, AuszeichnungChartplatzierungen (Jahr, Titel, Album, Platzierungen, Wochen, Auszeichnungen, Anmerkungen) | Anmerkungen                             |
| Jahr | Titel Album                                       | UK | US | R&B | Anmerkungen                             |
| ---- | ------------------------------------------------- | --- | --- | --- | --------------------------------------- |
| 1973 | Cry Like a Baby –                                 | — | — | R&B79 (5 Wo.)R&B |                                         |
| 1975 | We Can Love –                                     | — | — | R&B76 (6 Wo.)R&B |                                         |
| 1975 | Misty Blue                                        | UK5 Silber · (13 Wo.)UK | US3 (21 Wo.)US | R&B2 (23 Wo.)R&B | Erstveröffentlichung: 1. November 1975  |
| 1976 | Funny How Time Slips Away Misty Blue              | UK38 (3 Wo.)UK | US58 (11 Wo.)US | R&B7 (13 Wo.)R&B |                                         |
| 1976 | For Old Time Sake Dorothy Moore                   | — | — | R&B53 (12 Wo.)R&B |                                         |
| 1977 | We Should Really Be in Love –                     | — | — | R&B74 (6 Wo.)R&B | mit Eddie Floyd                         |
| 1977 | I Believe You Dorothy Moore                       | UK20 (9 Wo.)UK | US27 (15 Wo.)US | R&B5 (21 Wo.)R&B | Erstveröffentlichung: 2. September 1979 |
| 1978 | With Pen in Hand Dorothy Moore                    | — | — | R&B12 (17 Wo.)R&B |                                         |
| 1978 | Let the Music Play Dorothy Moore                  | — | — | R&B50 (9 Wo.)R&B |                                         |
| 1978 | 1-2-3 (You and Me) Dorothy Moore                  | — | — | R&B93 (5 Wo.)R&B |                                         |
| 1978 | Special Occasion Once More with Feeling           | — | — | R&B30 (16 Wo.)R&B |                                         |
| 1979 | (We Need More) Loving Time Once More with Feeling | — | — | R&B81 (5 Wo.)R&B |                                         |
| 1980 | Talk to Me / Every Beat of My Heart Talk To Me    | — | — | R&B87 (4 Wo.)R&B |                                         |
| 1982 | What’s Forever For –                              | — | — | R&B90 (2 Wo.)R&B |                                         |
| 1991 | All Night Blue –                                  | — | — | R&B75 (7 Wo.)R&B |                                         |

Weitere Singles
- 1967: Cry Your Eyes Out (als Dottie Cambridge)
- 1968: He’s About a Mover (als Dottie Cambridge)
- 1972: See How They’ve Done My Love
- 1974: Don’t Let Go
- 1976: Daddy’s Eyes
- 1978: Loving You Is Just an Old Habit
- 1979: Once or Twice
- 1980: Angel of the Morning
- 1980: Make It Soon
- 1980: There’ll Never Be Another Night Like This
- 1982: Laugh It Off
- 1984: Just Another Broken Heart
- 1985: Just Came Apart at the Dreams
- 1988: Can’t Get Over You (Once Again I’m Misty Blue)
- 1991: Be Strong Enough to Hold On
- 1993: Stay Close to Home

## Auszeichnungen für Musikverkäufe
| Goldene Schallplatte - Kanada - 1976: für die Single Misty Blue |

Anmerkung: Auszeichnungen in Ländern aus den Charttabellen bzw. Chartboxen sind in ebendiesen zu finden.
| Land/RegionAuszeichnungen für Musikverkäufe (Land/Region, Auszeichnungen, Verkäufe, Quellen) | Silber  | Gold  | Platin | Verkäufe | Quellen         |
| -------------------------------------------------------------------------------------------- | ------- | ----- | ------ | -------- | --------------- |
| Kanada (MC)                                                                                  | —       | Gold1 | —      | 75.000   | musiccanada.com |
| Vereinigtes Königreich (BPI)                                                                 | Silber1 | —     | —      | 250.000  | bpi.co.uk       |
| Insgesamt                                                                                    | Silber1 | Gold1 | —      |          |                 |